# Moor Park metróállomás
A Moor Park a londoni metró egyik állomása a 6-os és 7-es zóna határán, a Metropolitan line érinti.

## Története
Az állomást 1910. május 9-én a Metropolitan line részeként nyitották meg Sandy Lodge néven. 1923. október 18-án átnevezték Moor Park and Sandy Lodge-ra, mai nevét 1950. szeptember 25-én kapta.

## Forgalom
| Járat | Útvonal | Gyakoriság       |
| ----- | --- | ---------------- |
|       | Aldgate – Liverpool Street – Moorgate – Barbican – Farringdon – King’s Cross St. Pancras – Euston Square – Great Portland Street – Baker Street – Finchley Road – Wembley Park – Preston Road – Northwick Park – Harrow-on-the-Hill – North Harrow – Pinner – Northwood Hills – Northwood – Moor Park – Rickmansworth – Chorleywood – Chalfont & Latimer – Amersham / Chesham | 5-10 percenként  |
|       | (Aldgate – Liverpool Street – Moorgate – Barbican – Farringdon – King’s Cross St. Pancras – Euston Square – Great Portland Street –) Baker Street – Finchley Road – Wembley Park – Preston Road – Northwick Park – Harrow-on-the-Hill – North Harrow – Pinner – Northwood Hills – Northwood – Moor Park – Croxley – Watford                                                   | 10-15 percenként |

## Átszállási kapcsolatok
| Állomás   | Átszállási kapcsolatok   |
| --------- | ------------------------ |
| Moor Park | Helyi buszok (Moor Park) |

## Fordítás
- Ez a szócikk részben vagy egészben  a   Moor Park tube station című angol Wikipédia-szócikk fordításán alapul.  Az eredeti cikk szerkesztőit annak laptörténete sorolja fel. Ez a jelzés csupán a megfogalmazás eredetét és a szerzői jogokat jelzi, nem szolgál a cikkben szereplő információk forrásmegjelöléseként.